# 310P/Hill
310P/Hill è una cometa periodica appartenente alla famiglia delle comete gioviane; la cometa è stata scoperta il 28 settembre 2006, la sua riscoperta il 24 agosto 2014 ha permesso di numerarla.